# Signy-Montlibert
Signy-Montlibert település Franciaországban, Ardennes megyében. Lakosainak száma 93 fő (2022. január 1.). Signy-Montlibert Bièvres, Herbeuval, Margut, Sapogne-sur-Marche és Thonne-le-Thil községekkel határos.

## Népesség
A település népessége az elmúlt években az alábbi módon változott:
| Lakosok száma | 142  | 112  | 97   | 81   | 86   | 89   | 92   | 94   | 94   | 93   |
|               | 1968 | 1982 | 1990 | 2006 | 2013 | 2015 | 2017 | 2019 | 2020 | 2022 |